# カール・フォン・ハールトマン
カール・フォン・ハールトマン（Carl "Goggi" von Haartman、1897年7月6日 - 1980年8月27日）は、フィンランドの軍人、作家、俳優、映画監督。軍隊での最終階級は陸軍中佐。自身はドイツ系フィンランド人。
ハールトマンは、監督ハワード・ヒューズ・主演ジーン・ハーロウの1930年公開映画「地獄の天使」で飛行船ツェッペリンの船長役を演じるなど、俳優として活躍する一方、1918年のフィンランド内戦では白衛軍側で参戦しており、軍人としても活躍していた。
第二次世界大戦の前哨戦であるスペイン内戦にはナショナリスト派として参戦、大戦が勃発するとソ連との冬戦争・継続戦争にフィンランド陸軍として参戦している。

## 作品
- 最高の勝利（フィンランド語版）（1929年、監督・主演）
- Kajastus（1930年、監督）
- 地獄の天使（1930年、ツェッペリン船長役）